# Furinalia
De Furinalia waren Romeinse festivals ingesteld ter ere van Furina, de godin van de rovers onder de Romeinen. Ze vonden plaats op 25 juli. Deze godheid had een tempel te Rome en haar eredienst werd verzorgd door een bijzondere priester, die een van de vijftien Flamens was. Nabij de tempel was er een heilig woud, in welk Gaius Sempronius Gracchus zijn einde vond. Marcus Tullius Cicero vereenzelvigt haar met de Furiën.